# Manuel Rivadeneyra
Manuel Rivadeneyra (født 1805 i Barcelona, død 1. april 1872) var en spansk forlægger, far til Adolfo Rivadeneyra.
Rivadeneyra blev efter mangeårige studier kongelig bogtrykker i Madrid og anlagde eget trykkeri i Barcelona. Han udgav et stort samlingsværk af spanske forfattere, Biblioteca de autores españoles desde la formación del idioma hasta nuestros días (71 bind) og Cervantes' samlede arbejder.